# 뉴질랜드 국기 논쟁

현행 뉴질랜드의 국기

대안으로 제시된 국기 도안 중 하나인 은고사리기

뉴질랜드의 국기는 매번 변경 논쟁이 있어왔다.
뉴질랜드의 국기를 유지할 것인지 변경할 것인지에 대한 논의는 1973년 5월 뉴질랜드 노동당의 전당대회에서 국기 변경에 대한 의제가 투표에 붙여지기 이전부터 시작되었다. 핵심 논의는 뉴질랜드 국기의 유니언 잭을 유지할지, 아니면 캐나다의 단풍잎기와 같이 새로운 상징물로 대체할지에 맞춰져 있다.
2014년 3월 11일, 존 키 총리는 연설에서 제51대 의회의 임기 내에 새 국기 채택 여부에 대한 국민투표를 할 것이라 발표했다. 국민투표는 두 단계로 나눠 진행될 계획이다. 2014년 10월 15일 키 총리는 2015년 말쯤 첫 국민투표를 시행할 것이라 발언했다. 2015년과 2016년에는 뉴질랜드의 국기 교체 여부를 묻는 국민투표가 2차례에 걸쳐 실시되었지만 부결되었다.

## 2015~2016년 국민투표 당시 제안된 기

A안
B안
C안
D안
E안

## 그 밖의 제안된 기

1834년에 제안된 연합 부족의 기
1967년에 제안된 기
1980년대 초반에 제안된 기
1983년에 제안된 기
1986년에 제안된 기
2002년에 제안된 기
2007년에 제안된 기
2015년에 제안된 기

## 같이 보기
- 북아일랜드의 국기 문제